# 三ツ沢 (横浜市)
三ツ沢（みつざわ）は、神奈川県横浜市神奈川区南西部の住宅・商業地区。

## 概要
三ツ沢公園（球技場、陸上競技場などがある）が南西端にある。横浜市保土ケ谷区（西側）および西区（南側）に接する。三ツ沢上町、三ツ沢中町、三ツ沢下町、三ツ沢西町、三ツ沢南町、三ツ沢東町の6町に分かれる。町名の正式な読み方は「みつざわかみまち」「みつざわなかまち」「みつざわしもまち」「みつざわにしまち」「みつざわみなみまち」「みつざわひがしまち」であるが、住民の中には「まち」ではなく「ちょう」と言う者もいる。後述の駅名も「ちょう」である。また、隣接する地域（神奈川区松本町・松ケ丘、保土ヶ谷区峰沢町・岡沢町等）も通称三ツ沢と呼ぶことがある。
西から東に流れる滝の川に沿う谷と両側の丘陵地からなる。現在は、「三ッ沢せせらぎ緑道」になっており、平成元年度国土交通省手づくり郷土賞（生活の中にいきる水辺）受賞。
谷に沿って国道1号（横浜新道）が通り、横浜市営地下鉄の三ツ沢下町駅・三ツ沢上町駅がある。西端付近を新横浜通りが南北に通り、首都高速道路神奈川2号三ツ沢線も通じる。

## 歴史
三ツ沢の名は、上流部（横浜市保土ケ谷区境付近）で谷が3つに分かれるため、または地区内に小さな沢が3つあったためともいわれる。上流の横浜市保土ケ谷区峰沢町には三ツ沢池というため池があったが、現在はない（バス停名と「大池道路」に名が残る）。16世紀に三河国八名郡多米（愛知県豊橋市）から豊顕寺（ぶげんじ）が移転建立され、江戸時代には関東有数の壇林（三沢壇林）として栄えた。
横浜市に編入後は、北側の丘陵地に市営三ツ沢墓地が造られた。戦後、横浜新道や三ツ沢公園が整備され、それまでの農村から住宅地としての開発が進んだ。三ツ沢公園は1964年東京オリンピックでも使われた。

### 沿革
江戸時代は武蔵国橘樹郡神奈川宿青木町の枝郷。1889年、市制町村制に伴い、神奈川宿の二町（神奈川町と青木町）が芝生村と合併して神奈川町が成立し、三ツ沢は大字青木の小字となる。1901年、横浜市に編入され青木町字北三ツ沢、中三ツ沢、南三ツ沢となり、1927年10月1日横浜市の区制施行で神奈川区に編入され、1932年1月1日に三ツ沢三字を現行の六か町に分立。なお南三ツ沢の一部は沢渡、松ケ丘に編入した。

## 町名
- 三ツ沢上町
- 三ツ沢中町
- 三ツ沢下町
- 三ツ沢西町
- 三ツ沢南町
- 三ツ沢東町

## 施設・史跡等
- 三ツ沢貝塚(縄文時代後期を中心とする貝塚。横浜市登録地域文化財（史跡）。)
- 三ツ沢公園
  - 三ツ沢公園球技場（ニッパツ三ツ沢球技場）
  - 三ツ沢公園陸上競技場
- 豊顕寺
- 豊顕寺市民の森（三ツ沢公園に隣接）
- 横浜市立三ツ沢小学校
- 横浜市立松本中学校
- 神奈川県立横浜翠嵐高等学校
- せせらぎ緑道（滝の川暗渠上）
- 市営三ッ沢墓地
- 三ツ沢保育園
- 横浜市神奈川スポーツセンター
- 日本聖公会聖アンデレ教会
- 陽光院
- 滝ノ川あじさいロード

## 交通
- 鉄道 - 横浜市営地下鉄ブルーライン三ツ沢下町駅、三ツ沢上町駅。